# Ludwig Senfl

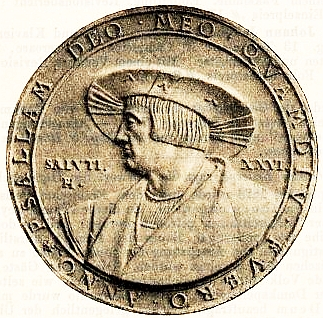
Ludwig Senfl (c. 1490–1543); Medaille von Friedrich Hagenauer (1526)

Ludwig Senfl, auch Senfli, Sennfel sowie zahlreiche weitere Namensformen und -schreibweisen (* um 1490 in Basel oder Zürich; † zwischen Januar und März 1543 in München), war ein aus der alten Eidgenossenschaft stammender Komponist, Sänger, Schreiber und Herausgeber.

## Leben und Wirken
Ludwig Senfl ist nach eigener Aussage schweizerischer Herkunft; sein tatsächlicher Geburtsort ist jedoch bis heute ungeklärt. Nach Ansicht des Musikhistorikers Arnold Geering (1965) könnte Senfl in Basel geboren, aber in Zürich aufgewachsen sein. Über sein Elternhaus gibt es keine Informationen. Der früheste überlieferte Hinweis auf ihn ist der Vermerk über einen Ludwig Sennfli von Zürich im Glückshafenrodel in Zürich aus dem Jahr 1504.
Schon als Kind kam der Komponist im Jahr 1498 in die Hofkapelle von Kaiser Maximilian I. Nachdem der Komponist Heinrich Isaac im April 1497 dort die Stelle des Hofkomponisten eingenommen hatte, wurde Senfl sein Schüler und erlernte bei ihm das Handwerk des Sängers, Komponisten und Kopisten. Entsprechend der damals für Chorknaben üblichen Praxis könnte er, vom Hof finanziert, in der Zeit seines Stimmbruchs (um 1504–1507) an der Universität Wien studiert haben; allerdings ist sein Name in den Matrikeln der Universität nicht enthalten. Gemeinsam mit Isaac und der Hofkapelle hielt sich Senfl von 1507 bis spätestens 1509 anlässlich des Reichstags in Konstanz auf. In den Akten des Habsburger Hofs erscheint sein Name zum ersten Mal im Jahr 1508 und wird hier clericus Constanciensis genannt – dies ist ein Beleg dafür, dass der Komponist schon als Chorknabe vom Bistum Konstanz in den Klerikerstand aufgenommen wurde. Damit war ermöglicht, dass Senfl auf Betreiben Kaiser Maximilians um 1508 eine Pfründe des Baseler Münsters erhielt (die Umsetzung ist unsicher) sowie am 23. Mai 1510 eine Pfründe der Kirche San Michele de Englario im Bistum Verona. Der Musikhistoriker Martin Bente behauptete 1968, dass sich der Komponist um 1510 in Italien aufgehalten habe, dafür gibt es jedoch keine Belege. Es ist jedoch möglich, dass er Ende 1513 im Zuge der Reisen der kaiserlichen Kapelle mit dem Kanzler des Reichs, Kardinal Matthäus Lang von Wellenburg, diesen nach Rom im Rahmen der Obödienzgesandtschaft zu Papst Leo X. begleitete.
Ludwig Senfl ist offenbar nie offiziell zum Hofkomponisten ernannt worden: In den Kapell-Verzeichnissen, die nach dem Tod des Kaisers angefertigt wurden, ist er als Altist aufgeführt. Nachdem aber Heinrich Isaac 1512 ein Haus in Florenz gekauft hatte und im Januar 1515 endgültig vom kaiserlichen Hof beurlaubt wurde, ist es sehr wahrscheinlich, dass Senfl etwa seit 1512 mehr und mehr für die kompositorische Versorgung der kaiserlichen Kapelle zuständig wurde. Er selbst bezeichnete sich 1530 in einem Bittgesuchs-Brief an König Ferdinand I. als „Componist […] nach Ysaacs abgang“ und ein Jahr später, auf der Titelseite seines Opus musicum, als Amtsnachfolger von Heinrich Isaac, der 1517 verstorben war. Etwa von Sommer 1516 bis zum Ende des Reichstags im Herbst 1518 weilte er mit der kaiserlichen Kapelle in Augsburg, hatte in dieser Zeit einen schweren Unfall (Amputation von Zehen), trat an Isaacs Stelle als Sänger und Notator und erhielt mehrfach Zahlungen vom kaiserlichen Hof. Nach dem Tod von Kaiser Maximilian im Januar 1519 wurde die Hofkapelle von seinem Enkel Kaiser Karl V. am 12. September 1520 aufgelöst und der Komponist geriet in eine unsichere Zeit; er bemühte sich jahrelang um den Erhalt der zugesagten Zahlungen, doch ohne Erfolg.
Senfl blieb zunächst in Augsburg, besorgte die Herausgabe des ersten deutschen Motettendrucks Liber selectarum cantionum (Grimm & Wirsung 1520), gewidmet Kardinal Matthäus Lang von Wellenburg; diese Sammlung beinhaltete etwa das Repertoire der kaiserlichen Hofkapelle und enthielt außer eigenen Werken (darunter dem Rätselkanon Salve sancta parens) u. a. Motetten von Pierre de la Rue, Heinrich Isaac, Josquin Desprez, Jacob Obrecht und Jean Mouton. Er war außerdem viel auf Reisen, auch zum Reichstag in Worms 1521, und komponierte Lieder für verschiedene Fürstenhochzeiten; diese waren teilweise auf ein Akrostichon aufgebaut und deuten darauf hin, dass sich der Komponist verschiedentlich um eine Stellung bewarb. Gemeinsam mit einigen Kollegen aus der kaiserlichen Kapelle trat er im Jahr 1523 in München in den Dienst des bayerischen Herzogs Wilhelm IV. und bekam die Stellung eines Hofkomponisten; hier wirkte er 20 Jahre lang als Musicus intonator oder auch als Musicus primarius. Zusammen mit ihm kam sein Sängerkollege Lukas Wagenrieder, der für Senfl in den Folgejahren immer wieder Kopistendienste übernahm. In München bestand bereits eine herzogliche Kapelle, jedoch war sie bei weitem nicht so repräsentativ und leistungsfähig wie die frühere kaiserliche Kapelle. Senfls Hauptaufgabe bestand darin, für diese Hofkapelle nach dem Vorbild seiner früheren Stellung ein musikalisches Repertoire aufzubauen. Der auf diesem Wege entstandene große Komplex von Chorbüchern, der auch viele eigene Werke enthielt, ist ein eindrucksvolles Zeugnis dieser Arbeit. 
Mit einiger Sicherheit lässt sich auch annehmen, dass der Kapellmeister Ludwig Daser (1525–1589), der in München und vor allem in Stuttgart wirkte, sein Schüler gewesen ist.
Der Komponist pflegte darüber hinaus ab den 1520er Jahren Kontakte zu führenden Persönlichkeiten der Reformation, zunächst mit Herzog Albrecht von Preußen in Königsberg, der als erster der deutschen Fürsten das reformatorische Bekenntnis annahm; der Briefwechsel Senfls mit ihm ist vom Jahr 1526 bis 1540 belegt. Auf Wunsch des Herzogs schrieb der Komponist zahlreiche Lieder und Motetten für ihn und erhielt dafür im Gegenzug wertvolle Geschenke. Seine persönliche Bekanntschaft mit Martin Luther datiert vom Herbst 1518 in Augsburg oder vom Reichstag zu Worms 1521. Die Wertschätzung Luthers für Senfl und für den hohen Rang der Münchner Hofkapelle geht aus einem Brief vom 4. Oktober 1530, aus seinen Tischreden und aus den Bestellungen von Kompositionen hervor. Die Motette Ecce quam bonum et quam iocundum habitare fratres in unum zur Eröffnung des Augsburger Reichstags 1530 sollte der Ermahnung der verschiedenen Glaubensparteien dienen. Darüber hinaus hatte er in den 1520er und 1530er Jahren Kontakte mit dem Fugger-Organisten Bernhart Rem, der als protestantischer Pamphletist in Erscheinung trat. Ludwig Senfl blieb trotz solcher protestantischer Aktivitäten bei seiner bisherigen Konfession und damit am Münchner Hof angestellt.
Der Komponist besaß seit 1529 ein Haus in München. Ende 1529 / Anfang 1530 heiratete er die Tochter von Ambros Neuburger aus Passau. In zweiter Ehe heiratete er spätestens im Frühjahr 1535 eine gewisse Maria Halbhirn und hatte mit ihr ab Mai 1537 eine Tochter. Senfl verstarb im 53. Lebensjahr zwischen Januar und März 1543 in München; die lateinische Grabinschrift, in einer zeitgenössischen Abschrift überliefert, betont die hohe Stellung des Verstorbenen am Münchner Hof mit Bezügen zur Götterwelt der Antike. Indirekt enthalten sind hier auch seine lebenslangen Beziehungen zu Persönlichkeiten des Humanismus, wie Joachim Vadian, Konrad Peutinger, Simon Minervius und Heinrich Glarean, außerdem zu dem Musiktheoretiker Sebald Heyden und dem Verleger Hans Ott. Es sind mehrere Porträts des Komponisten überliefert. Außer einer Zeichnung von Hans Schwarz (Augsburg um 1519/20), die aber nicht Senfl darstellt, gibt es vier Medaillen (Schaumünzen) mit Senfls Devise „Psallam Deo meo quamdiu fuero“; sie stammen von Hans Schwarz (1519) und Friedrich Hagenauer (1526, 1529, o. J.); sie wurden von Senfl vermutlich als „Visitenkarte“ bzw. zu Repräsentationszwecken in Auftrag gegeben. Für eine Abbildung sämtlicher Medaillen siehe Ludwig Senfl, Sämtliche Werke, Band 1, Seite VIII. Weitere Zuschreibungen von Abbildungen, auf der Senfl enthalten sein sollte, erwiesen sich nach neuerer Forschung als irrtümlich.

## Bedeutung
Senfls kompositorisches Schaffen umfasst sämtliche Gattungen der damaligen Zeit: Messen, Motetten, mehrstimmige Proprienvertonungen, ein 8 Werke umfassender Magnificatzyklus, Lieder, Oden sowie einzelne Instrumentalsätze; seine deutschen Lieder (mit über 250 Sätzen), seine Proprien für Messe und Stundengebet (ca. 80 erhaltene Zyklen mit etwa 240 Einzelsätzen, dazu mindestens 10 verlorene Zyklen) sowie seine Motetten (ca. 140 Werke einschließlich 12 verlorenen Sätzen) machen davon den Hauptbestandteil seines Gesamtwerks aus, das in ca. 360 Quellen (Handschriften und Drucken) überliefert ist.
Senfls hauptsächlich in München entstandene liturgische Musik (Messen, Proprien) ist choralgebunden und folgt den Kompositionskonventionen seiner Zeit mit der Vertonung eines vorgegebenen Cantus firmus. Seine geistliche Musik benutzt ausschließlich die lateinische Sprache. Der Cantus firmus bildet die tonale, motivische und strukturelle Basis des mehrstimmigen Satzes und wird zumeist in einer Hauptstimme durchgeführt, während die übrigen Stimmen sich auf diese Melodie beziehen. Das Kernrepertoire dieser liturgischen Musik bilden Senfls Proprien, von denen der Großteil in vier, 1531 fertiggestellten und dem Münchner Herzog gewidmeten, umfangreichen Chorbüchern niedergeschrieben und mit En opus musicum betitelt ist. Sie werden in der Bayerischen Staatsbibliothek München aufbewahrt. Die Chorbücher 36 und 38 überliefern hierbei Proprien für die Hauptfeste des Winter- und Sommerhalbjahres; die Heiligenfeste sind in den Nummern 35 und 37 festgehalten. Dieses Repertoire wird von Vertonungen für die Sonntage nach Trinitatis (Nr. 25; nur 11 Zyklen erhalten), Sätze für das Officium (Nr. 52) sowie einzelnen Sätzen ergänzt. Diese Neukompositionen dienten als Ergänzungen zu Proprienvertonungen von Senfls Lehrer Heinrich Isaac, die Senfl aus dem Bestand der aufgelösten kaiserlichen Hofkapelle mit nach München gebracht hatte und in das Repertoire der Münchner Hofkapelle einfügte. Zusammen mit fünf Vertonungen für das Ordinarium Missae wurden sie für die Liturgie des Münchner Hofes komponiert und stellen – wie die Motetten der Chorbücher Nr. 10 und Nr. 12 – ein exklusives Repertoire (musica reservata) für Herzog Wilhelm IV. dar.
Bei den Motetten lässt sich die Orientierung Senfls an Josquin und anderen großen französischen Motettenkomponisten im gekonnten Einsatz konstruktiver kompositorischer Verfahren erkennen, die darüber hinaus eine expressive deklamatorische Qualität aufweisen und dazu neigen, aufeinanderfolgende Themen variationsmäßig miteinander zu verknüpfen und dadurch größere musikalische Einheiten zu schaffen. Die heute für beide Konfessionen bekannteste Motette Senfls ist De profundis clamavi ad te Domine (Aus der Tiefe rufe ich zu dir, Herr). Diese Psalmvertonung, die in tiefer Lage beginnt und erst nach und nach in die Höhe greifend den Text in mehrfacher Brechung plastisch umsetzt, ist heute noch in 18 vokalen Quellen aus dem 16. Jahrhundert überliefert.
Mit seiner Missa dominicalis L'homme armé, die möglicherweise für den Besuch Karls V. in München (1530) komponiert worden war, stellt sich Senfl in die seit Mitte des 15. Jahrhunderts andauernde Tradition der L'homme-armé-Messe. Hierbei verarbeitet er gleichzeitig die L'homme-armé-Melodie und den gregorianischen Cantus firmus der Messe. Die vor allem in protestantischen Quellen überlieferte Missa super Nisi dominus stellt eine Parodiemesse auf die eigene gleichnamige Motette dar. Sein äußerst umfangreiches, jedoch kaum bekanntes Motettenschaffen zeigt ein abwechslungsreiches Bild: Er ist mit verschiedensten Techniken und Satzarten, allen voran dem Kanon, bestens vertraut und seine Motetten spiegeln seine Lehre bei Heinrich Isaac ebenso wider (etwa in den frühen Werken bis 1520) wie auch die Aneignung und Weiterentwicklung von Kompositionsverfahren seines selbst gewählten Vorbildes Josquin Desprez, an dessen nachhaltiger Rezeption im deutschsprachigen Raum Senfl maßgeblichen Anteil hatte. In seiner weltlichen Musik verwendet Senfl ausschließlich die deutsche Sprache. Seine über 250 erhaltene Liedvertonungen sind in der Regel vierstimmig, aber auch 5- oder 6-stimmig gesetzt. Eine zuvor vorhandene oder für die Vertonung neu komponierte Melodie ist meist in der Tenorstimme, bei größeren Besetzungen häufig noch in einer weiteren Stimme zu finden. Bei den Liedtexten dominiert das Thema Liebe in zahlreichen Facetten neben Klagen über den Lauf der Welt, Glück und Unglück, einfachen Trink- und Spottliedern sowie geistlichen Liedern. Auf Anregung des Humanisten Simon Minervius vertonte Senfl auch mehrere klassische und humanistische Oden. Die homophonen vierstimmigen Sätze dienten der Aneignung und Übung der Texte und vor allem der antiken Versmetren.
Von keinem Vorgänger oder Zeitgenossen Ludwig Senfls sind mehr deutschsprachige mehrstimmige Lieder überliefert. Mit über 250 Stücken, die in ihrer Kunstfertigkeit und Schönheit auch qualitativ für sich stehen, leistete Senfl den fundamentalen Beitrag innerhalb der Geschichte des deutschen Tenorlieds. Die Tatsache, dass noch 1574 und 1583 Intavolierungen von Senfls Liedern gedruckt wurden, beweist ihre lang andauernde Beliebtheit im deutschsprachigen Raum.

Die Gesamtbedeutung Senfls für die musikalische Entwicklung im deutschsprachigen Raum kann gar nicht hoch genug eingeschätzt werden. Über seine editorische Tätigkeit legte er den Grundstein für die intensive Aufnahme von Josquins Werken in Deutschland. Über die Verwendung internationaler Trends seiner Zeit in allen bei ihm vorkommenden Gattungen hat er kompositorische Standards gesetzt. Mit seiner lebenslangen Berufung auf seinen berühmten Lehrer Heinrich Isaac und mit der Positionierung seiner Werke neben denen von Josquin ist Senfl ein kluger Akt der Legitimation gelungen. So erreichte er bereits zu Lebzeiten eine große Berühmtheit, die sich freilich auf das deutschsprachige Gebiet beschränkte. Sebald Heyden formulierte dazu: „In musica totius Germaniae nunc princeps“ (in der Musik von ganz Deutschland der Erste); ähnlich Heinrich Glarean und Heinrich Faber. Noch Jahrzehnte nach Senfls Tod wurden seine Werke aufgeführt: Die deutschsprachigen Lieder überall, wie Intavolierungen und ähnliches zeigen; die liturgischen Werke vor allem am Münchner Hof, die Motetten vorwiegend in protestantischen Kreisen auf Grund des Lobes von Martin Luther sowie die Oden-Vertonungen bis ins 17. Jahrhundert an Lateinschulen.

## Werke und Ausgaben
Obwohl Senfls Bedeutung für die Musik der Renaissance früh erkannt wurde, kann bis heute nur auf zwei unvollständige Werkausgaben zurückgegriffen werden. Eine systematische Erschließung der Werke Ludwig Senfls erfolgte im Wiener Forschungsprojekt Ludwig Senfl – Verzeichnis sämtlicher Werke und Quellen. Für eine umfassende Übersicht zu Senfls Werken und ihrer Überlieferung in zeitgenössischen Quellen siehe den in diesem Rahmen erstellten Werk- und Quellenkatalog von Stefan Gasch und Sonja Tröster.
Eine neue Ausgabe der Werke Ludwig Senfls wird derzeit am Institut für Musikwissenschaft der Universität Wien und am Institut für Musikwissenschaft und Interpretationsforschung der Universität für Musik und darstellende Kunst Wien von Stefan Gasch, Scott Edwards und Sonja Tröster erarbeitet, der erste Band der New Senfl Edition erschien 2021.
- Ludwig Senfl: Motets For Four Voices (A-I), hrsg. v. / ed. by  Scott Lee Edwards, Stefan Gasch, Sonja Tröster (= New Senfl Edition 1 / Denkmäler der Tonkunst in Österreich, Band 163.1). Hollitzer, Wien 2021, ISBN 978-3-99012-800-8. ISMN 979-0-50270-011-9.
- Ludwig Senfl: Motets For Four Voices (N-V), hrsg. v. / ed. by Scott Lee Edwards, Stefan Gasch, Sonja Tröster (= New Senfl Edition 2 / Denkmäler der Tonkunst in Österreich, Band 163.2). Hollitzer, Wien 2022, ISBN 978-3-99012-802-2. ISMN 979-0-50270-012-6.
- Ludwig Senfl: Motets For Five Voices, hrsg. v. / ed. by Scott Lee Edwards, Stefan Gasch, Sonja Tröster (= New Senfl Edition 3 / Denkmäler der Tonkunst in Österreich, Band 163.3). Hollitzer, Wien 2022, ISBN  978-3-99012-944-9. ISMN 979-0-50270-023-2.
- Ludwig Senfl: Motets For Six And Eight Voices, Canons, hrsg. v. / ed. by Scott Lee Edwards, Stefan Gasch, Sonja Tröster (= New Senfl Edition 3 / Denkmäler der Tonkunst in Österreich, Band 163.4). Hollitzer, Wien 2023, ISBN 978-3-99094-049-5. ISMN 979-0-50270-025-6.

Alte und unvollständige Ausgaben seiner Werke finden sich in
- Ludwig Senfls Werke erster Teil, hrsg. von Theodor Kroyer, Leipzig 1903 (Denkmäler der Tonkunst in Bayern III/2) umfasst die acht Magnificatvertonungen Senfls sowie einige Motetten
- Ludwig Senfl: Sämtliche Werke, hrsg. von der Schweizerischen Musikforschenden Gesellschaft in Verbindung mit dem Staatlichen Institut für Deutsche Musikforschung und dem Schweizerischen Tonkünstlerverband, 11 Bände, Wolfenbüttel 1937–74 blieb ebenfalls Fragment und erschließt nur Senfls Messen und seine Lieder in annähernder Vollständigkeit:
  - Band 1: Sieben Messen zu vier bis sechs Stimmen, hrsg. von Edwin Löhrer und Otto Ursprung, Wolfenbüttel/Zürich 1962 (= unveränderter Nachdruck der 1937 zugleich als Band 5 der Reihe Das Erbe deutscher Musik erschienenen Erstausgabe)
  - Band 2: Deutsche Lieder I (Lieder aus handschriftlichen Quellen), hrsg. von Arnold Geering und Wilhelm Altwegg, Wolfenbüttel/Zürich 1962 (= unveränderter Nachdruck der 1937 zugleich als Band 10 der Reihe Das Erbe deutscher Musik erschienenen Erstausgabe)
  - Band 3: Motetten I (Gelegenheitsmotetten und Psalmvertonungen), hrsg. von Walter Gerstenberg, Wolfenbüttel/Zürich 1962 (= unveränderter Nachdruck der 1939 zugleich als Band 13 der Reihe Das Erbe deutscher Musik erschienenen Erstausgabe)
  - Band 4: Deutsche Lieder II (Lieder aus Johannes Otts Liederbuch von 1534), hrsg. von Arnold Geering und Wilhelm Altwegg, Wolfenbüttel/Zürich 1962 (= unveränderter Nachdruck der 1940 zugleich als Band 15 der Reihe Das Erbe deutscher Musik erschienenen Erstausgabe)
  - Band 5: Deutsche Lieder III (Lieder aus den gedruckten Liederbüchern von Egenolff 1535, Finck 1536, Schöffer und Apiarius 1536, Forster 1539–1540, Salblinger 1540 und Ott 1544), hrsg. von Arnold Geering und Wilhelm Altwegg, Wolfenbüttel 1949
  - Band 6: Deutsche Lieder IV (Lieder aus den gedruckten Liederbüchern von Rhaw 1544, Forster 1549 und 1556 – Einzelne Stimmen – möglicherweise von Ludwig Senfl stammende Lieder); Italienische, französische und lateinische Lieder und Gesänge; Lateinische Oden aus den Drucken von Formschneider 1534, Petreius 1539 und Egenolf 1552, hrsg. von Arnold Geering und Wilhelm Altwegg, Wolfenbüttel/Zürich 1961
  - Band 7: Instrumental-Carmina aus handschriftlichen und gedruckten Quellen (Lieder in Bearbeitungen für Violinen, Orgel und Laute von Kleber, Sicher, Judenkünig, Gerle, Hans und Melchior Neusidler, Wolff Heckel, Sebastian Ochsenkhun, Elias Nikolaus Ammerbach, Waissel und Paix), hrsg. von Arnold Geering und Wilhelm Altwegg, Wolfenbüttel/Zürich 1960
  - Band 8: Motetten II (Teil: Kompositionen des Proprium Missae 1: Heiligenfeste), hrsg. von Walter Gerstenberg, Wolfenbüttel/Zürich 1964
  - Band 9: Motetten III (Kompositionen des Proprium Missae 2: Sonntage nach Trinitatis), hrsg. von Walter Gerstenberg, Wolfenbüttel/Zürich
  - Band 10: Motetten IV (Kompositionen des Proprium Missae 3: Heiligenfeste), hrsg. von Walter Gerstenberg, Wolfenbüttel/Zürich 1972
  - Band 11: Motetten V (Liturgische und allgemein-geistliche Motetten 1), hrsg. von Walter Gerstenberg, Wolfenbüttel/Zürich 1974

Weitere Ausgaben von Motetten finden sich in
- Georg Rhau, Musikdrucke aus den Jahren 1538 bis 1545 in praktischer Neuausgabe, Band 3, 6, 8, 10, 11, 12
- Die Handschrift des Jobst Schalreuter (Ratsbibliothek Zwickau Mus. 73), hrsg. von Martin Just und Bettina Schwemer, 4 Bände, Wiesbaden 2004–2006 (Das Erbe deutscher Musik 115/116)
- Motetter af / Motetten von / Motets by Ludwig Senfl, hrsg. von Ole Kongsted, Copenhagen 2001 (Capella Hafniensis Editions A/1)

sowie in zahlreichen verstreuten Einzeleditionen.